# مرز ایران–ترکمنستان
مرز ایران–ترکمنستان به طول ۱٬۴۱۴ کیلومتر (۷۱۳ مایل) است و از دریای خزر به سمت افغانستان اجرا می‌شود. پایتخت ترکمنستان عشق‌آباد در ۱۵ مایلی شمال این مرز است و مشهد (از شهرهای بزرگ ایران) در ۴۷ کیلومتری جنوب آن قرار دارد.
در مرداد سال ۱۳۹۱، سیلاب‌هایی در مناطق مرزی این دو کشور روی داد و سبب انحرافات و جابه‌جایی مرزها شد.

## مسیر
مرز از ساحل خزر در جنوب شهر حسن‌قلی ترکمنستان آغاز می‌شود. پس از آن به سمت رودخانه اترک می‌رود که در طول مسیر ۱۲۴ کیلومتری به نقطه‌ای نزدیک جنوب روستای چت ترکمنستان واقع شده‌است. سپس مرز بعد از رسیدن به رودخانه سومبار در طول دامنه کوه کپه‌داغ در ۱۵۱ کیلومتری به سمت شمال شرق و شرق ادامه می‌یابد و مسیر آن ۴۱ کیلومتر است. سپس در سرتاسر منطقه کوهی به طول ۴۵۵ کیلومتر به مجاورت روستای چهچهه (کلات) ایران ادامه می‌یابد. از این قسمت مسیری تقریباً ۷۷ کیلومتری به رودخانه هری‌رود و از جنوب پس از ۱۲۰ کیلومتر به سرحد افغانستان می‌رسد.
باجگیران: استان خراسان رضوی از ۲۸ شهرستان، ۷۰ بخش و ۱۶۴ دهستان تشکیل شده‌است. یکی از شهرستانهای این استان با نام قوچان شناخته می‌شود. این شهرستان دربرگیرنده ۲ بخش با نام‌های باجگیران و بخش مرکزی شهرستان قوچان، ۵ دهستان با نام‌های دولت‌خانه، دوغائی، سودلانه، شیرین‌دره و قوچان عتیق و ۲ شهر با نام‌های باجگیران و قوچان است. شهر باجگیران در ۷۸ کیلومتری شمال شهر قوچان قرار گرفته و نقطه صفر مرزی ایران و ترکمنستان است. اداره گمرکات ایران در زمانی که در دوره قاجار به بلژیکی‌ها واگذار شده بود، باج‌گیرهایی را برای گرفتن سهم دولت از کالاهایی که از مرز عشق‌آباد خارج می‌شد استخدام کرد. این باج‌گیران نخست در روستای «بردر» در هشت کیلومتری غرب باجگیران جای گرفتند و بعدها به محل فعلی شهر باجگیران منتقل شدند. منطقه شکارممنوع باجگیران نیز در فاصله ۲ کیلومتری شهرستان باجگیران و در نزدیکی مرز ایران و ترکمنستان قرار گرفته‌است. این منطقه زیستگاه جانورانی چون بز، قوچ، میش، گرگ، کفتار، روباه و خرگوش است.
درگز: یکی از شهرهای استان خراسان رضوی در شمال شرقی ایران است. نام پیشین این شهر محمدآباد بود. به استشهاد مستندات تاریخی، درگز قبل از ورود اسلام به ایران مرکز حکومت اشکانیان بوده و پیش از آن هخامنشیان نیز بر آن سیطره داشته‌اند. این ناحیه در مرز ایران و ترکمنستان واقع شده‌است. این شهرستان از سوی شمال و خاور به جمهوری ترکمنستان، از باختر به شهرستان قوچان، از جنوب به شهرستان‌های چناران، قوچان و مشهد محدود است. آب و هوای آن در نقاط کوهستانی سرد و در نواحی پست، گرم و پوشیده از چمن زار است. هوای درگز گرم و نیمه مرطوب است. بیش‌ترین درجه حرارت در تابستان‌ها ۳۸ درجه بالای صفر و کم‌ترین آن در زمستان‌ها، ۲ درجه زیر صفر است. میانگین باران سالیانه درگز، ۳۵۰ میلی‌متر گزارش شده‌است.

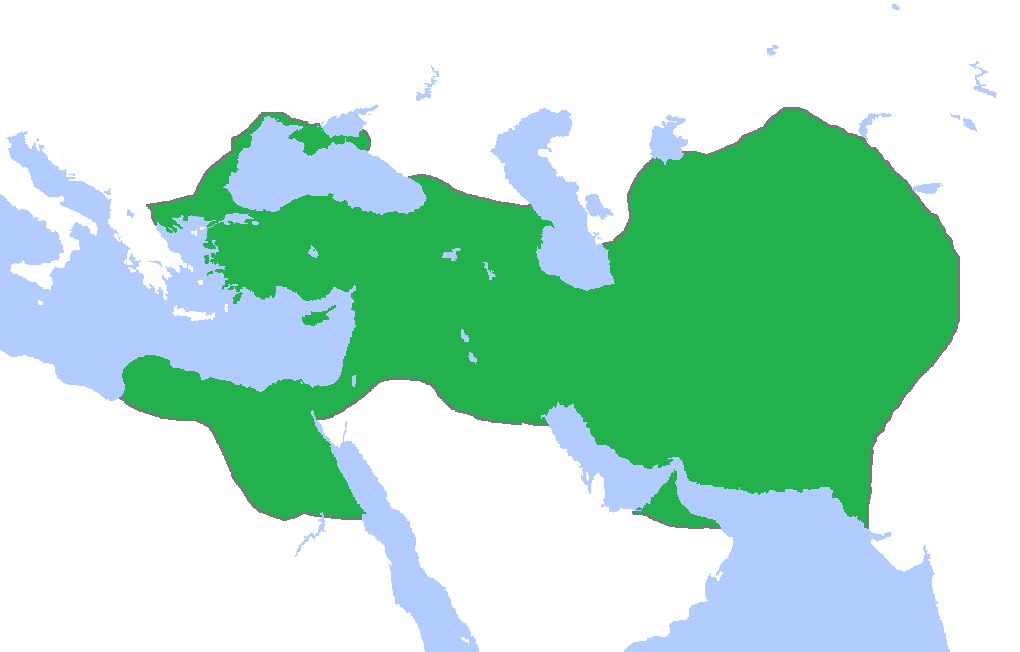
تاریخ مکتوب ترکمنستان با پیروزی و فتوحات هخامنشیان (سبز رنگ) در این سرزمین که جزئی از تاریخ ایران است، آغاز می‌گردد.

## تاریخچه
این مرز از مرز قدیم ایران و اتحاد جماهیر شوروی سوسیالیستی به ارث رسیده‌است که عمدتاً در ۱۹ فوریه پس از تسخیر آسیای میانه توسط روسیه و انطباق آن از خانات خوقند و امارت بخارا در سال ۱۸۶۵–۶۸ به شکل گسترده‌ای شکل گرفت. در سال ۱۸۶۹ ایران و روسیه موافقت کردند که رود اترک مرز میان آن‌ها باشد. این مرز تأیید شد و سپس در سال ۱۸۸۱ پس از پیشرفت بیشتر روسیه به سرزمین‌های ترکمن و سپس به مرز با افغانستان در سال ۱۸۹۳ و از شرق به سمت مجاورت عشق‌آباد گسترش یافت. محدودیت‌های مختلف دیگر این مرز در سال‌های بعد رخ داد.

## محل‌های نزدیک مرز

### ایران
- گمیشان
- اینچه‌برون
- حصارچه
- رباط (زاوین)
- شوی (درگز)
- لطف‌آباد (درگز)
- نوخندان
- درگز
- باجگیران
- خاکستر (کلات)
- قره‌تکان (خوشاب)
- چهچهه (کلات)
- سرخس
- شیرتپه
- جنت‌آباد (تربت جام)
- یکه سعود پائین

### ترکمنستان
- حسن‌قلی
- قزل‌اترک
- خواجه‌قلعه
- قهقهه (شهر)
- میهنه
- آقچه‌تپه
- سرخس، ترکمنستان